# جائزة إيطاليا الكبرى 1957
جائزة إيطاليا الكبرى 1957 هو سباق فورمولا 1 أقيم بتاريخ 8 سبتمبر 1957 في حلبة مونزا، إيطاليا. كان الثامن من أصل 8 في بطولة العالم لسباقات الفورمولا واحد موسم 1957. حلّ البريطاني ستيرلنغ موس أولا بينما جاء الأرجنتيني خوان مانويل فانجيو في المركز الثاني وحصل على المركز الثالث الألماني فولفغانغ فون تريبس.